# Manuel Morales Martínez
Manuel Morales Martínez es un compositor, director y pedagogo musical español, especializado en música para banda de viento. 

## Biografía
Natural de la Comunidad Valenciana, Morales Martínez se formó como oboísta y posteriormente amplió sus estudios en composición y dirección. Ha desarrollado una intensa labor como docente y director de agrupaciones musicales, además de destacar como compositor en el ámbito de la música sinfónica para banda.
Su música ha sido interpretada en certámenes y festivales de toda España, y ha sido galardonado en concursos de composición, como el V Concurso de Composición Didáctica para Banda de Música organizado por la FSMCV en 2019.
Desde 2006 forma parte del cuerpo de profesores de Música y Artes Escénicas de la Generalitat Valenciana, y compatibiliza su labor compositiva con la de profesor en el conservatorio de Torrente.

## Obra

### Banda
- Soñad el mar (2016) – Pasodoble de concierto
- Fiesta del Mantón – Pasodoble
- Miguel Pérez Ricarte – Pasodoble
- La tertulia taurina – Pasodoble taurino
- El Melonar – Pasodoble taurino
- Marina Civera – Pasodoble fallero
- La Torre del Homenaje – Pasodoble
- Izana – Pasodoble
- Música y Vinos (2016) – Pasodoble
- Las Arenas – Pasodoble
- Natural de oro y brillantes – Pasodoble
- Carmesina (2006) - Pasodoble

## Reconocimientos
- Ganador del V Concurso de Composición Didáctica para Banda de Música (2019) para El loro florentino[2]